# Kim Hartman
Kim Hartman, född 11 januari 1952 i London, är en brittisk skådespelare. Hon har bland annat gjort rollen som Helga Geerhart i TV-serien 'Allå, 'allå, 'emliga armén.